# المستهلك التونسي (مجلة)
المستهلك التونسي (مجلة) هي مجلة اقتصادية شهرية تونسية تصدر باللغتين العربية والفرنسية أصدرتها المنظمة التونسية للدفاع عن المستهلك عام 1994، وقد صدر أول عدد منها في شهر جانفي بمناسبة انعقاد مؤتمرها الوطني الثاني، أما عددها الأول قفعلا فقد صدر في شهر أفريل 1994. مديرها المسؤول هو الحبيب قرفال، وتكونت أسرة التحرير لأعداها الأولى من : الشاذلي بن سليمان وحسن حمودية وحبيب العجيمي وبوبكر الخزوري.

صورة غلاف العدد الأول من مجلة المستهلك التونسي

كانت هذه المجلة تسحب في مطبعة لابراس ثم انتقلت إلى مطبعة تونس قرطاج. وكانت توزع على المنخرطين.